# Kardamas
Kardamas  este un oraș în Grecia în prefectura Elida.